# Trying 〜親になるステップ〜
『Trying 〜親になるステップ〜』（原題: Trying、トライング）は、2020年から配信されているイギリスのコメディドラマシリーズ。変わり者に囲まれた夫妻が養子を迎えようとする様子を描く。アンディ・ウォルトンが企画・製作を務め、レイフ・スポール、エスター・スミス、イメルダ・スタウントンらが出演した。2020年5月1日にApple TV+オリジナル作品として全世界に配信された。本作は第2シーズンへの更新が決定している。

## あらすじ
子供が欲しいニッキーとジェイソン夫妻は養子を迎えようとしているが、癖のある家族や友人達に囲まれて混沌とした暮らしを送っている。2人は養子を迎える環境を整えるため悪戦苦闘する。

## キャスト

### メイン
レイフ・スポール、日本語吹替 - 小原雅人
役: ジェイソン
エスター・スミス、日本語吹替 - 小島幸子
役: ニッキー
イメルダ・スタウントン、日本語吹替 - 小山茉美
役: ペニー
オフィリア・ラヴィボンド、日本語吹替 - 浅野まゆみ
役: エリカ
オリヴァー・クリス、日本語吹替 - 茶花健太
役: フレディ

## エピソード
| 通算 話数 | タイトル                                         | 監督         | 脚本        | 公開日       |
| --------- | ------------------------------------------------ | ------------ | ----------- | ------------ |
| 1         | "ニッキーとジェイソン" "Nikki and Jason"         | Jim O'Hanlon | Andy Wolton | 2020年5月1日 |
| 2         | "元カノとの再開" "The Ex-Girlfriend"             | Jim O'Hanlon | Andy Wolton | 2020年5月1日 |
| 3         | "手ごわいライバルたち" "Tickets for a Queue"     | Jim O'Hanlon | Andy Wolton | 2020年5月1日 |
| 4         | "意識高くない系の私たち" "Rainbow Castle People" | Jim O'Hanlon | Andy Wolton | 2020年5月1日 |
| 5         | "他人の子" "Someone Else's Kids"                 | Jim O'Hanlon | Andy Wolton | 2020年5月1日 |
| 6         | "愛情の示し方" "Show Me the Love"                | Jim O'Hanlon | Andy Wolton | 2020年5月1日 |
| 7         | "古きよき家族の地図" "Good Old Family Map"       | Jim O'Hanlon | Andy Wolton | 2020年5月1日 |
| 8         | "痛みを乗り越えて" "We Know the Way Out"         | Jim O'Hanlon | Andy Wolton | 2020年5月1日 |

## 製作
2019年7月12日、AppleとBBCがコメディシリーズを共同制作していることが報じられた。
2020年5月1日、エスター・スミスはインタビューで、本作が第2シーズンに更新されると述べた。

## 評価

### 批評
本作は批評家から好意的な評価を受けている。第1シーズンは批評集積サイトのRotten Tomatoesに11件のレビューがあり、批評家支持率は85%、平均点は10点満点で7.17点となっている。また、Metacriticには6件のレビューがあり、加重平均値は67/100となっている。